# Palomar 12
Palomar 12 est un amas globulaire de la constellation du Capricorne.
Découvert pour la première fois par les plaques photographiques du National Geographic Society - Palomar Observatory Sky Survey par Robert George Harrington et Fritz Zwicky, il a été catalogué comme étant un amas globulaire. Selon Zwicky, il pourrait en fait s'agir d'une galaxie naine proche située dans le groupe local. C'est un amas relativement jeune, environ 30 % plus récent que la plupart des amas globulaires de la Voie lactée. Il est riche en métaux avec une métallicité de [Fe/H] ≈ −0.8. Il a une distribution de luminosité moyenne de Mv = −4.48 .
Sur la base d'études de son mouvement propre, cet amas a d'abord été suspecté en 2000 d'avoir été capturé à partir de la galaxie elliptique naine du Sagittaire (SagDEG) il y a environ 1,7 Ga. On pense maintenant qu'il serait originaire de cette galaxie et qu'il est associé au courant du Sagittaire. Son âge est estimé à 6,5 Ga.